# غذایابی پرندگان

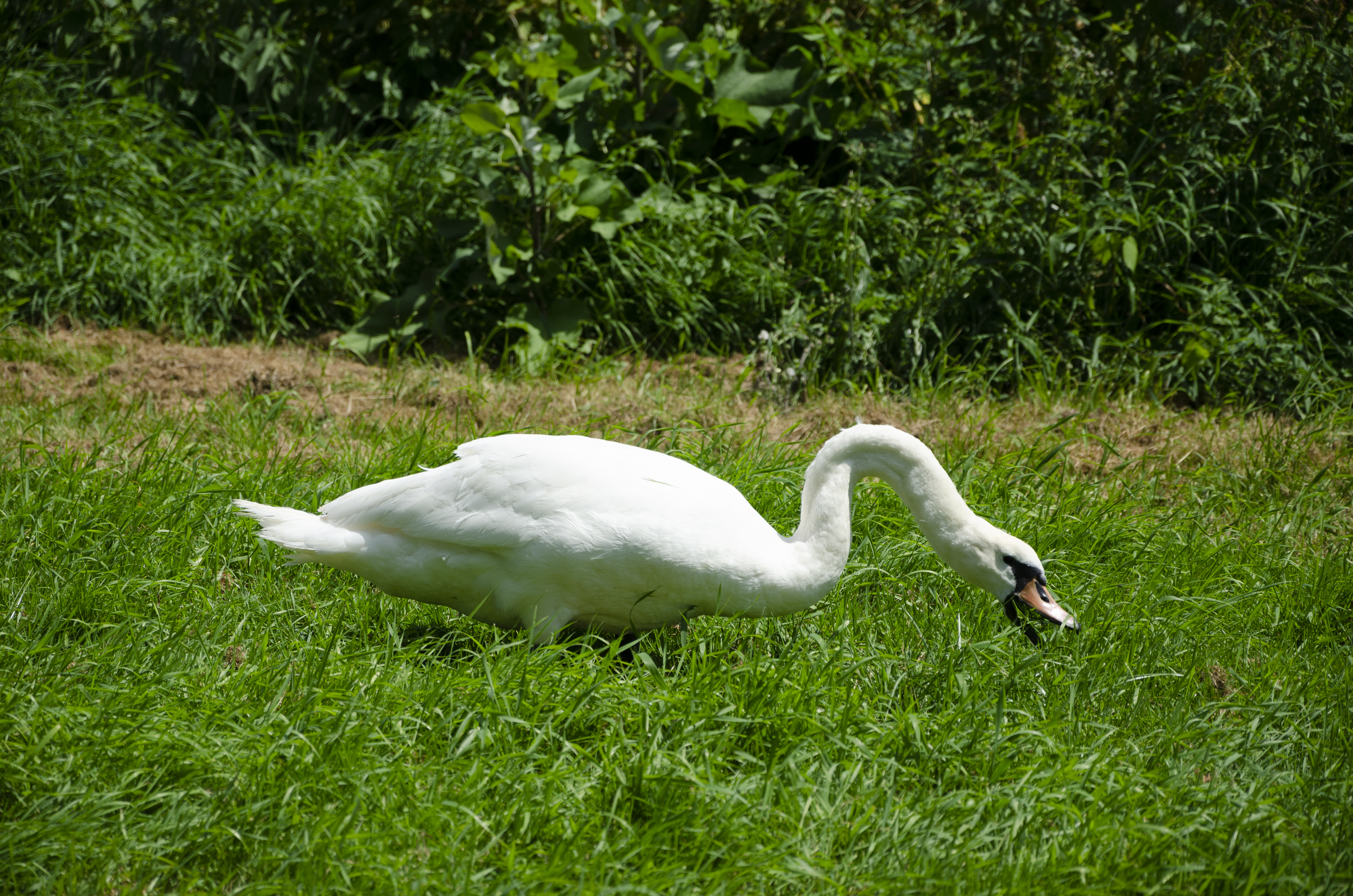
یک قوی گنگ در حال چرا

غذایابی پرندگان به طیف گسترده‌ای از فعالیت‌ها و رفتارهای پرندگان در جستجوی غذا اشاره دارد. پرندگان علاوه بر سازگاری‌های بدنی منحصربه‌فردشان، طیفی از رفتارهای توصیف‌شده را دارند که با رفتارهای غذایابی سایر گروه‌های جانوری متفاوت است. با توجه به زیستگاه غذایابی، پرندگان را می‌توان به انواع سطح‌های جستجوگری دسته‌بندی کرد. جست‌وجوی غذا شامل طیف گسترده‌ای از فعالیت‌ها است که با جستجوی غذا، استفاده از توانایی‌های حسی شروع می‌شود و ممکن است یک یا چند پرنده از یک یا حتی چند گونه را شامل شود. به دنبال آن حرکت و حرکت‌ها برای به دست آوردن یا گرفتن غذا و به دنبال آن پردازش یا جابجایی غذاها قبل از مصرف انجام می‌شود. مانند همۀ موجودات، جستجوی غذا مستلزم ایجاد تعادل بین انرژی صرف‌شده (در جستجو، حرکت، پرهیز از شکارچیان، مدیریت خوردن غذا) و انرژی به دست آمده است. نرخ متابولیک بالای پرندگان، در میان گروه‌های جانوران خون‌گرم بالاترین است، آن‌ها را محدود می‌کند تا از سود خالص مثبت در انرژی اطمینان حاصل کنند و رفتارشناسان تکاملی را به ایجاد ایده‌ی تئوری غذایابی بهینه سوق داده است.

## ارزیابی انرژی
غذایابی شامل صرف انرژی نیز است و جستجوی غذا می‌تواند هم زمان و هم انرژی مصرف کند. پرندگان از روش‌های گوناگونی برای بهبود کارایی جستجوی غذا استفاده می‌کنند. اینها شامل جستجوی غذا در گله‌ها می‌شود که چشمان بسیاری را برای جستجوی لکه‌های غنی از غذا فراهم می‌کند و در عین حال خطر شکار را با افزایش کارایی شناسایی شکارچیان، افزایش زمان صرف‌شده برای مدیریت خوردن غذا و کاهش خطر فردی کاهش می‌دهد. پیشنهاد شده است که افراد ممکن است اطلاعات را به عنوان مثال در محل‌های استراحت مشترک مبادله کنند.

## سطح‌های غذایابی
طبقه‌بندی سطح بر اساس نوع غذا بر پایۀ اصطلاحات مورد استفاده پرنده‌شناسان آمریکای شمالی شامل موارد زیر است:  
- گوشت‌خوار - (تغذیه از) مهره‌داران
- خرچنگ‌خوار- سخت‌پوستان
- حشره‌خوار - حشرات
- نرمتن‌خوار - نرم‌تنان
- ماهی‌خوار - ماهی
- کرم‌خوار - انواع بی‌مهرگان دراز به ویژه کرم حلقوی
- خون‌خوار - تغذیه خون (مثلاً کنه‌خوار، سهره خون‌آشام)
- میوه‌خوار - میوه‌ها
- دانه‌خوار - دانه‌ها
- شهدخوار - شهد (به عنوان مثال پرندگان شهدخوار، مگس‌مرغ)
- گیاه‌خوار - گیاهان (بخش‌های رویشی)
- همه‌چیزخوار - انواع غذاها

طبقه‌بندی سطح بر اساس زیستگاه یا بستری که غذا از آن جمع‌آوری می‌شود (از عمومی تا خاص) شامل: 
- هوایی
  - زیرسایبان
- زمین
  - چمنزار
- درختی
  - تنه درخت
  - گلدار
  - سایبان بالایی
  - سایبان پایینی
  - زیر اشکوب
  - شاخ و برگ
- آب
  - کرانه‌ای (ساحلی)
    - کرانۀ دریا
    - پایین کرانه‌ای
    - سنگ کرانه‌ای
    - سطح آب کرانه‌ای

  - آب شیرین
    - مرداب‌های آب شیرین
    - کف آب شیرین
    - خط کرانۀ آب شیرین
    - سطح آب شیرین

  - گل و لای
  - ژرفاب دریایی (لجه)
    - سطح ژرفاب دریایی (لجه)

  - کرانه رودخانه
    - پایین

  - خط کرانه دریایی